# محسن الهندوانة
محسن حمود الهندوانة (1931 - 1961 ) ثائر عسكري يمني ولد في قرية دار سلم، مديرية سنحان وبني بهلول التابعة لمحافظة صنعاء ، كان أحد الثلاثة المشتركين في محاولة اغتيال الإمام أحمد 1961، أثناء زيارته لمستشفى الحديدة (مستشفى الأحمدي) لتفقد بعض حرسه الذين أصيبوا إثر حادث انقلاب إحدى سيارات موكب الإمام، وهو في طريقه إلى الحديدة، وكان زميليه في محاولة الاغتيال هما عبد الله محمد اللقية، ومحمد عبد الله العلفي. كان الهندوانة من «عكفة» (حرس) الإمام نفسه. ومع أن الإمام أحمد أصيب إصابات بالغة ومباشرة وسقط مضرجًا بدمائه، إلا أنه لم يمت بل تظاهر بالموت، ومن ثم تم القبض على الهندوانة واللقية، بينما فر العلفي ثم قُتِل من قِبل حرس الإمام بعد فشل محاولة الاغتيال. أعدم (الهندوانة)، صباح الأحد الموافق 21 مايو 1961 في الساحة المقابلة لقصر العرضي بالحديدة عن عمر ناهز الثلاثين عامًا، وذكر العقيد أحمد بن أحمد فرج، في كتابه "رجال في خنادق الدفاع عن الثورة"، أنَّ الهندوانة أعدم في مدينة الحديدة خلافًا لما جاء في بقية المراجع.